# ابن آوى أسود الظهر
الأَوْس أو الأُوَيْس أو ابن آوى الصحراء أو ابن آوى النوبة أو الشَّعْهَر أو ابن آوى الأسود الظهر أو ابن آوى الفضي الظهر حيوان ثديي من رتبة اللواحم وفصيلة الكلبيّات. تقطن هذه الحيوانات منطقتين في إفريقيا يفصل بينهما حوالي 900 كيلومتر، وتضم إحدى هاتين المنطقتين الدول التي تقع في أقصى الجنوب بما فيها جنوب إفريقيا، ناميبيا، بوتسوانا، وزيمبابوي. أما المنطقة الثانية فتقع على طول الساحل الشرقي وتضم كينيا، الصومال، والحبشة.
يتشابه هذا الانتشار المميز لهذا النوع مع انتشار غيره من أنواع الحيوانات المستوطنة في إفريقيا والمتأقلمة مع المساكن الجافة (من شاكلة العسبار، الثعلب الخفاشي الأذنين، والدقدق).و يرجع السبب وراء اختفاء هذه الحيوانات من المنطقة الواقعة بين شرق إفريقيا وجنوبها عدم وجود أحراج السنط الجافة والسفانا التي تُعد الموطن المفضل لبنات آوى السوداء الظهر في تلك المنطقة، وهذا يفترض بأن هذا النوع من المساكن كان سابقا يربط بين جنوب غرب القارة والقرن الإفريقي.
تمّ العثور على مستحثات لابن آوى الأسود الظهر في عدد من المواقع في إفريقيا الجنوبيّة، وقد بلغ عمرها مليونيّ سنة على الأقل، إلا أنه لم يُعثر يوما على أي أحافير شمالي الحبشة مما يفترض أن هذا النوع كان دوما مقصوراً على المناطق الواقعة جنوب الصحراء الكبرى.
لا يعاني هذا النوع من بنات آوى من خطر الانقراض حاليّا، لكنها تُضطهد عبر موطنها لأنها تقتل المواشي والدواجن وتنقل داء الكلب، وفي بعض المناطق يُحاول المزارعون أن يتحكموا بأعداد هذه الحيوانات بالصيد المنتظم لها بين الحين والأخر، إلا أنه يظهر بأن هذه الطريقة غير فعّآلة، إذ أنها لا تؤدي إلا إلى تخفيض عدد الجمهرة المحليّة لفترة مؤقتة قبل أن تعود وتزداد أعدادها من جديد. ما من تجارة بأعضاء ابن آوى ذات أهميّة تُذكر، على الرغم من أن أقسام من أجسادها تُستخدم أحيانا في الطب الإفريقي التقليدي. تحظى بنات آوى السوداء الظهر بالحماية في الكثير من المحميّات عبر موطنها، إلا أنها تبقى غير مدرجة ضمن القائمة الخاصة بالاتفاقية الدولية لحظر الإتجار بالأنواع المهددة (CITES) لذا فإنها لا تحظى بأي حماية خارج حدود أي محميّة. يُحتفظ بهذا النوع من بنات آوى في بعض المختبرات لإجراء بعض التجارب عليها المتعلقة بإيجاد لقاحات مضادة لداء الكلب.

## الوصف الخارجي

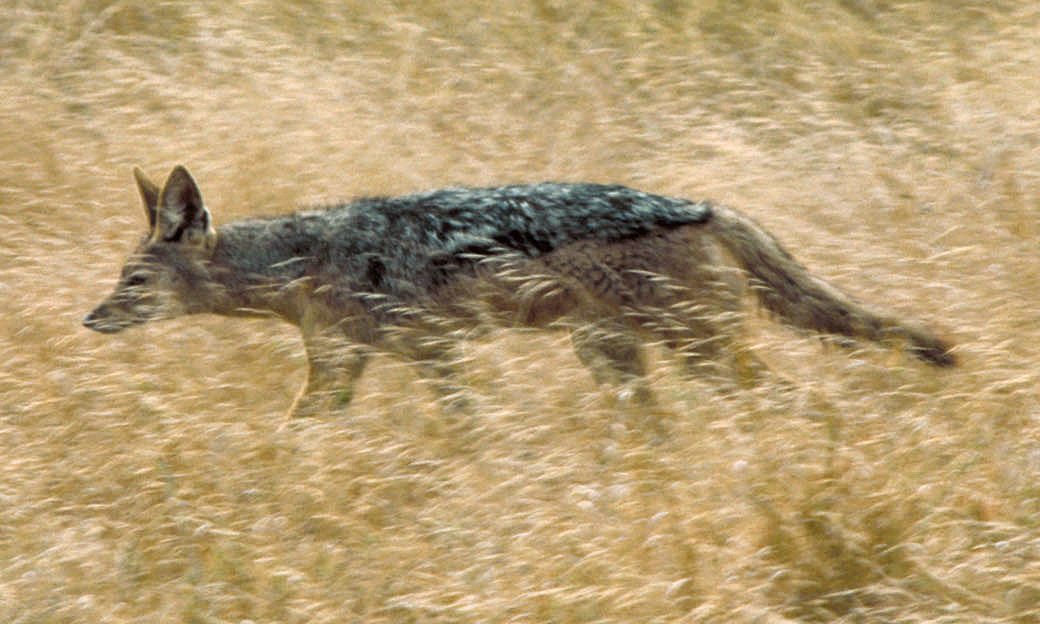
صورة جانبية لابن آوى أسود الظهر، لاحظ اللون الأسود الممتد من مؤخر العنق حتى طرف الذيل والجسد الضارب للحمرة

تُظهر سجلات الأحافير أن ابن آوى الأسود الظهر هو أقدم الأعضاء المنتمين لجنس الكلب (باللاتينية: Canis.)
إن أبرز المظاهر الخارجيّة لهذه الحيوانات هي، كما يوحي اسمها، فراء ظهرها الفضي الضارب إلى السواد الذي يمتد على طول الظهر من مؤخر العنق وصولا إلى طرف الذيل. ويكون الصدر والقسم السفلي من الجسد أبيض اللون أو أبيض صدئ، بينما يتراوح لون باقي الجسد من البني الضارب إلى الحمرة والأسمر، وتكون الذكور أكثر غنى بالألوان من الإناث كما هو الحال في العديد من فصائل الحيوانات من شاكلة البط. يتبدّل لون كسوة هذه الحيوانات في الشتاء، حيث يصبح فراء الذكر البالغ ضارب إلى الحمرة أو حتى ورديّ أحمر قاتم.
يبلغ ارتفاع ابن آوى الأسود الظهر عادة ما بين 32 و 42 سنتيمتر (14 - 19 إنش) عند الكتفين، ويصل في طول جسده إلى ما بين 45 و 90 سنتيمترا (18 - 36 إنشا)، وتصل زنته إلى ما بين 7 و 13.5 كيلوغرامات (15 - 30 رطل). تكون الأفراد في القسم الجنوبي من موطن هذه الحيوانات أكبر حجما من تلك الموجودة في القسم الشمالي.
هذا النوع من بنات آوى أنحف من باقي الأنواع بشكل ملحوظ، كما وتكون أذانه كبيرة منتصبة وطويلة كما الخطم الدقيق. تمتلك هذه الحيوانات 42 سنّا (المعادلة: 3/3-1/1-4/4-2/3=42) بالإضافة لغدد مفرزة للروائح على الوجه، الشرج، وقرب الأعضاء التناسلية. تمتلك الأنثى ما بين 6 إلى 8 حلمات.

### السلالات
من هذا النوع سلالاتان مُعترف بهما: Canis mesomelas mesomelas (السوداء الظهر، الجنوبيّة)،وCanis mesomelas schmidti (الشرقية).

## السلوك والعادات
تنشط هذه الحيوانات خلال الليل والنهار على حد سواء، إلا أنها في المناطق المأهولة غالبا ما تصبح ليليّة النشاط. تمضي بنات آوى السوداء الظهر معظم فترة نشاطها وهي تبحث عن الطعام أو تقمم الجيف وغيرها من الفضلات، وهي تخبو عندما تتنقل من مكان لأخر في العادة، وأثناء الصيد يتحرّك الفرد من هذه الحيوانات ببطء ويبقي أذنيه منتصبة تحسبا لأي حركة. لإبن آوى الأسود الظهر حواس حادة متطوّرة جيدا، وخصوصًا حاستيّ السمع والشمّ، وبحال أجفل ابن آوى فسوف يتراجع لمسافة معينة ومن ثمّ يستدير إلى الوراء على شكل قوس واسع لتحليل رائحة مصدر الإجفال. تتفادى هذه الحيوانات البشر غالبا ولا تُظهر سلوكا عدائيّا تجاه الحيوانات الأكبر منها، كما ويُعرف عنها الدهاء وسعة الحيلة كما الثعالب الحمراء، وهي حيوانات إقليميّة أي أن كل فرد منها يسيطر على حوز خاص به، وهي لا تتصرّف بعدائيّة إلا عندما تدافع عن حدود حوزها، وللأزواج منه مناطق خاصة بها أيضا لكنها تكون أصغر حجما من المناطق الخاصة بالأفراد (بحوالي 75%) الذين يبحثون عن شريك لهم.
تعيش بنات آوى السوداء الظهر في أزواج لمدى الحياة، وقد تتجمّع بعض الأحيان في قطعان لتصطاد طرائد أضخم منها بأشواط مثل الغزلان، الإمبالا، وغيرها من الظباء. تفترس النمور والفهود هذا النوع من بنات آوى، كما ويقتلها البشر في بعض الأحيان للحصول على فرائها أو لاعتبارها حيوانات طفيليّة تقتل الماشية.

### الحمية والصيد

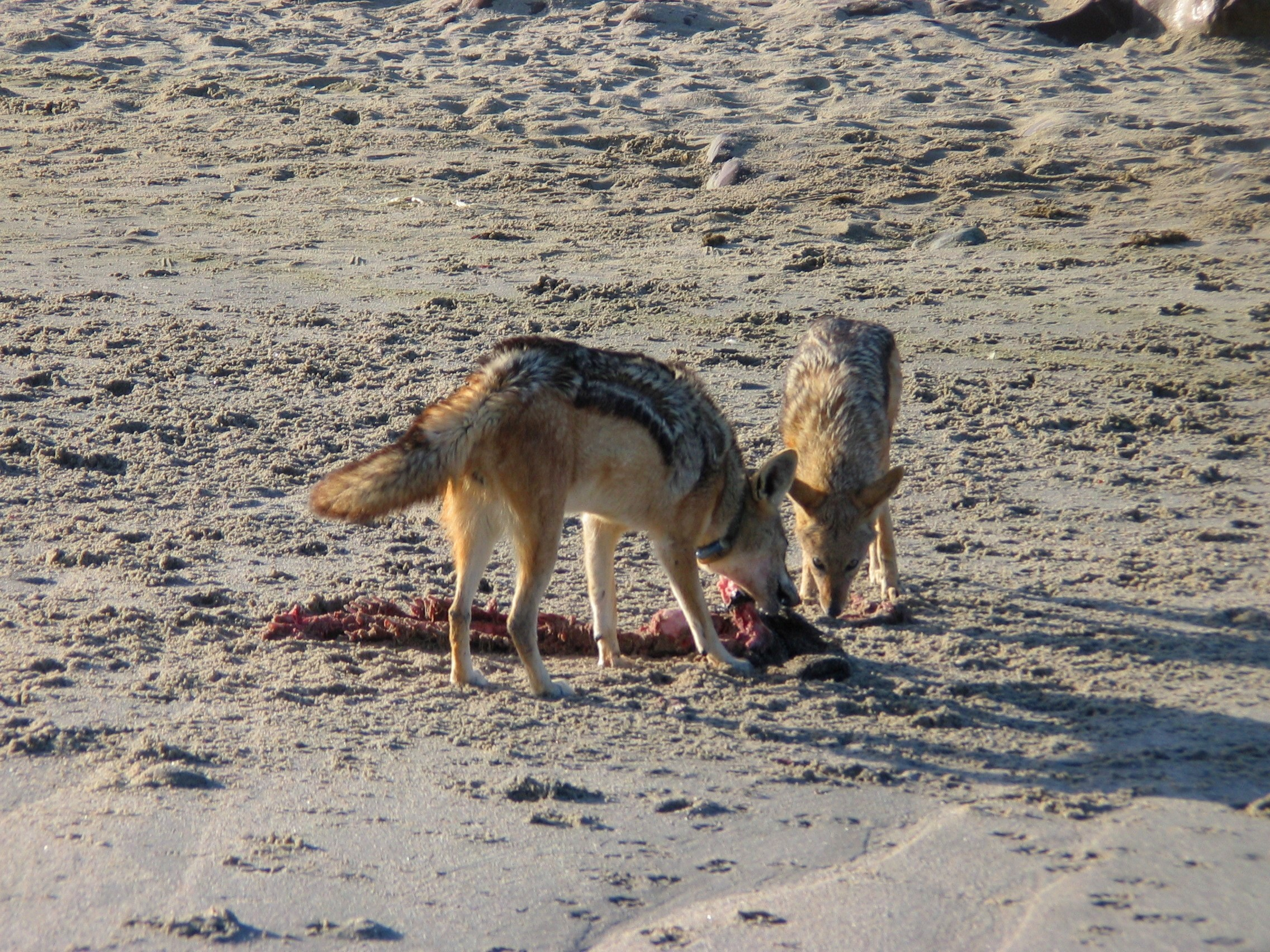
زوج من بنات آوى السوداء الظهر وهي تقمم جيفة فقمة فراء رأس الرجاء الصالح

تُأقلم هذه الحيوانات حميتها لتتلائم ومصادر الطعام المتوافرة في مسكنها، وهي غالبا ما تقمم الجيف، إلا أنها تعد أيضا صيّادة ماهرة، وهي حيوانات قارتة (آكلة لكل شيء) وتشمل حميتها: الإمبالا، جراء فقمات الفراء، الغزلان، الغرغر، الحشرات، القوارض، الأرانب البرية، السحالي، الأفاعي، الفاكهة، والعليق، بالإضافة للماشية المستأنسة من شاكلة الخراف والماعز، والجيفة. وكما في باقي أنواع فصيلة الكلبيات الصغيرة فهي تبحث عن طعامها بمفردها أو في أزواج، وعندما تقوم بالبحث عن الطعام تخبو لتنتقل من مكان لأخر. يصطاد ابن آوى الأسود الظهر باللجوء إلى ذات الأساليب النمطيّة التي تلجأ إليها الكلبيّات التي تصطاد طرائد صغيرة مثل القوارض، حيث يقوم ابن آوى بالإصغاء جيدا ليحدد حركة الطريدة في العشب الجاف أو أي نوع من النبات، وما أن يحدد مكانها حتى يقترب خلسةُ إلى أن يصبح قريبا لدرجة تسمح له بالوثب عليها ليثبتها بقوائمه الأماميّة أو يُخرجها للعراء ويطاردها لمسافة قصيرة قبل أن يمسك بها. تُقتل الطرائد الصغيرة بعضّة في مؤخر العنق يُرافقها في العادة هزّ عنيف لفصل فقرات العمود الفقري، وعلى الرغم من حجمه فإن الفرد من هذا النوع من بنات آوى قادر وحده على قتل فرائس تفوقه حجما مثل الغزلان، وعندما يُحاول هذا الحيوان قتل غزال أو أحد فصائل المواشي المستأنسة من شاكلة الخراف والمعز، فإنه يمسكها طويلا من عنقها إلى أن تختنق.

### التناسل
تضع الأنثى بطنها في جحر متعدد المخارج مما يسمح للصغار بأن يكون لها عدّة طرق للهرب في حال وجود خطر معيّن، ونادرا ما يلجأ هذا النوع إلى الكهوف أو الصدوع في الصخور حيث يكون هناك غالبا مخرج واحد. يحصل التزاوج بين شهريّ مايو وأغسطس، وتدوم فترة الحمل لحوالي شهرين (قرابة 60 يوما)، لتلد الأنثى بعدها بطنا يتراوح عدد أفراده بين 3 إلى 6 جراء يزن كل منها ما بين 200 إلى 250 غراما، وفي العادة فإن ما بين جرو إلى 3 جراء فقط تبقى على قيد الحياة. يتعاون كل من الذكر والأنثى على حراسة وإطعام الصغار التي تبدأ بالخروج من الجحر عندمل تبلغ 3 شهور، وفي العادة فإن الوحدة الاجتماعية لهذه الحيوانات تتكون من الوالدين والصغار فقط، والاستثناء الوحيد على ذلك هو عندما تصطاد هذه الحيوانات في قطيع. تغادر الجراء جحر والديها عندما تبلغ 8 أشهر أي عندما تُعتبر بالغة كافية وقادرة على السيطرة على حوز خاص بها، وفي شهرها الحادي العشر تصل إلى مرحلة النضوج الجنسي؛ وفي الغالب، فإن جروا واحدا يعود إلى والديه ليساعدهما على تربية البطن التالي، وفي هذه الحالة فإن فرص بقاء جميع أفراد البطن تزداد. يعتبر هذا النوع من بنات آوى، كما باقي الأنواع، أحاديّة التزاوج أي أن الفرد منها يكتفي بشريك واحد طيلة حياته. يصل أمد حياة ابن آوى الأسود الظهر إلى 14 سنة في الأسر، إلا أن الحد الأقصى لحياته في البريّة يصل لثماني سنوات.

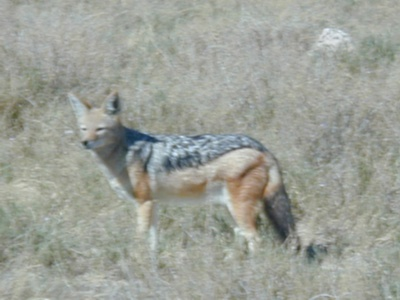
ابن آوى أسود الظهر في أرض عشبيّة جافّة

### المسكن
تتواجد بنات آوى السوداء الظهر في مساكن متنوعة عبر إفريقيا، فهي يمكن أن تعيش في المدن الصغيرة والضواحي، بالإضافة إلى الأراضي الحرجيّة المفتوحة، أراضي الأشجار القمئيّة، السفانا، مناطق الآجام، والصحاري مثل صحراء ناميب. تميل هذه الحيوانات أن تعيش في المناطق الجافة أكثر من غيرها، وهي غالبا ما توجد في المناطق التي تبلغ نسبة المطر السنويّة فيها بين 100 و 200 سنتيمتر. يُربط بين هذه الحيوانات وبين المناطق المفتوحة، وهي لا توجد في المناطق الغابويّة أو ذات الآجام الكثيفة. وفي المناطق البريّة المفتوحة تعيش هذه الحيوانات على الذبائح التي هجرتها الضواري الكبيرة، أما في الضواحي والقرى فهي تقتات على قمامة البشر، وقد أدّى تطوير الإنسان للأراضي العشبية وتحويلها إلى أراضي زراعيّة، إلى تأمين مصدر غذاء جديد لهذه الفصيلة.